# Georg Werner (simmare)
Karl Oskar Georg Werner, född 8 april 1904 i Hedvig Eleonora församling, Stockholm, död 26 augusti 2002 i Högalids församling, Stockholm, var en svensk simmare som simmade för SoIK Hellas.
Han blev olympisk bronsmedaljör i Paris 1924, då han simmade stafetten på 200 m frisim. tillsammans med Orvar Trolle och tvillingbröderna Åke och Arne Borg.